# Cuprospinel·la
La cuprospinel·la és un mineral de la classe dels òxids, que pertany al grup de l'espinel·la. Rep el seu nom per tenir la mateixa estructura que l'espinel·la i pel seu contingut en coure.

## Característiques
La cuprospinel·la és un òxid de fórmula química Cu2+Fe₂3+O₄. Cristal·litza en el sistema isomètric. Es troba en forma de grans irregulars, d'aproximadament 0,1 mil·límetres, els quals poden formar intercreixements laminars amb hematites. La seva duresa a l'escala de Mohs és 6,5.
Segons la classificació de Nickel-Strunz, la cuprospinel·la pertany a «04.BB: Òxids amb proporció Metall:Oxigen = 3:4 i similars, amb només cations de mida mitja» juntament amb els següents minerals: cromita, cocromita, coulsonita, filipstadita, franklinita, gahnita, galaxita, hercynita, jacobsita, manganocromita, magnesiocoulsonita, magnesiocromita, magnesioferrita, magnetita, nicromita, qandilita, espinel·la, trevorita, ulvöspinel·la, vuorelainenita, zincocromita, hausmannita, hetaerolita, hidrohetaerolita, iwakiïta, maghemita, titanomaghemita, tegengrenita i xieïta.

## Formació i jaciments
Va ser descoberta a la mina Rambler, a Baie Verte (Newfoundland, Canadà), l'únic indret on se n'ha trobat aquesta espècie. Sol trobar-se associada a altres minerals com: pirita, calcopirita, esfalerita, pirrotina i hematites.